# Andrew Reynolds
Andrew Reynolds (Lakeland, Florida, 6 de junio de 1978) es un skater profesional que actualmente vive en Los Ángeles, California, con su hija Stella.
Lleva 24 años practicando skateboard y 7 años como profesional siendo auspiciado desde hace 10 años, su primer patrocinador fue G&S, a la que siguió la empresa Birdhouse; en la actualidad patina para las marcas Baker Skateboards, Emerica, Independent Trucks, Altamont y Brigada Eyewear. Su estilo dentro del skateboard es street y regular (para desplazarse, el pie izquierdo se coloca en los tornillos delanteros y se impulsa con el derecho; la posición Goofy es todo lo contrario) y sus principales influencias en este deporte son Erik Ellington, Bryan Herman y Guy Mariano.
Estuvo a punto de perder la vida en la época en que estaba con el grupo "Piss Drunx (Ali Boulala, Charlie Ferreras Congil , Erik Ellington, Jim Greco y Dustin Dollin)
El video de Baker Skateboards, "BAKER 3", consiguió un gran éxito gracias al increíble nivel de skateboarding que se muestra; la parte de Reynolds pasó a la historia. Con la llegada del cuarto video profesional de Baker Skateboards, "Baker Has a Deathwish", se especulaba la retirada de Andrew del skate profesional, pero un año después este mismo demuestra que tiene skate para dar y tomar durante un tiempo más.
Aparece en los juegos "Tony Hawk's Pro Skater" como Tony Hawk's American Wasteland (igualmente para su versión de NDS: Tony Hawk's American Sk8land) y Tony Hawk's Proving Ground, también hace una aparición estelar en el nuevo videojuego Skate 3 junto con algunos compañeros de Baker y Deathwish.
Andrew Reynolds ha sido una de las mayores influencias en la patinación callejera ("street skateboarding") actual, siendo modelo a seguir para muchos jóvenes respecto a su estilo de patinar y el toque clásico que da a sus bs flips en las 5 escaleras de macba.
Andrew sufre una obsesión respecto a las condiciones para realizar el truco; puede pasar horas revisando el entorno para que todo sea perfecto (como se demostró en un capítulo de "Eplicy Later'd", que acabó con un BS Flip en el tremendo gap de Wallenberg).
En 2010 se estrenó Stay Gold, un video de la compañía de zapatillas Emerica, en el que Reynolds tiene la parte final y demuestra (una vez más) que aún no está dispuesto a retirarse.

## Baker Skateboards
En 1999 Reynolds deja Birdhouse skateboards y comenzó con Jay Baker y Andrew Strickland Barglowski, junto con Blitz distribution como un socio de inversión (Blitz es una empresa formada por los fundadores de Birdhouse Por Welinder y Tony Hawk para distribuir sus propios productos). Reynolds es ahora el propietario de Baker Skateboards.

## The GOAT & The Occasional Others
Andrew es guitarra rítmica de un grupo de rock formado por Shane Heyl, Atiba Jefferson, Beagle y Kevin "Spanky" Long, compañeros y amigos de Baker Skateboards.

## Películas
- Shadows (2000)
- Cop and a Half (1993)

## Videos en los que ha aparecido
- Transworld Skateboarding's 4 Wheel Drive
- Feedback
- Anthology
- Show Me The Way
- The End (Birdhouse Skateboards)
- This Is Skateboarding (Emerica)
- Kids in Emerica
- Baker Bootleg
- Baker 2G (Baker Skateboards)
- Baker 3 (Baker Skateboards)
- Baker Has A Deathwish (Baker Skateboards)
- Canvas: The Skateboarding Documentary
- Collage
- Stay Gold (Emerica)
- Chicken Bone Nowison (Shake Junt)
- A Day late, a dollar short (Hanoi Rocks music video)
- Bake and Destroy
- Made: Chapter 2 (Emerica)

## Apariciones en videojuegos
- Tony Hawk's Pro Skater 2
- Tony Hawk's Pro Skater 3
- Tony Hawk's Pro Skater 4
- Tony Hawk's Proving Ground

- Datos: Q506903